# Tom Latham
Thomas Latham (ur. 14 lipca 1948) – amerykański polityk, członek Partii Republikańskiej. Od 1995 do 2015 był przedstawicielem stanu Iowa do Izby Reprezentantów Stanów Zjednoczonych, najpierw przez cztery kadencje z piątego, następnie przez pięć kadencji z czwartego, a później przez jedną kadencję z trzeciego okręgu wyborczego.